# Couleur (日笠陽子のアルバム)
『Couleur』（クルール）は、日笠陽子の1枚目のオリジナルアルバム。2014年9月3日にポニーキャニオンから発売された。

## 背景、制作
日笠陽子の1枚目のオリジナルアルバムで、収録曲はリリースされたシングルの4曲を含む全13曲となる。アルバムとしては、2013年7月17日に発売されたコラボレーションアルバム『Glamorous Songs』に次いで2作目となる。
2014年5月17日にソロプロジェクトの1周年を記念して開催された「Glamorous Live:Special Edition」フィルムコンサートで、同年9月3日にファーストオリジナルアルバムをリリースすることが発表され、その後7月16日にフランス語で「色」を意味する『Couleur』というタイトルが発表された。
アルバム制作は、2014年の年明けから始められ、日笠自身が作詞家・作曲家と時間を掛けて話し合いながら進められた。またレコーディングは、時間を掛けた話し合いを経て6月から行われ、楽器隊のレコーディングのほかトラックダウンやマスタリングにも日笠が立ち会っている。

## 音楽性
アルバムのコンセプトは「カッコいいロック」・「バンドサウンド」・「日笠陽子がキュンとするもの」であり、各曲にも明確な構想があり、それを実現するために作曲家と時間を掛けたやり取りが行われた。
日笠は、歌詞について「生々しいことをしっかりと歌いたい」と作詞家に伝え、また「広い世界の希望や平和についてではなく、自分の手に余らない世界のことについて歌いたい」や「自分と同じような不安や焦りを抱えている人にしっかり寄り添って、しっかり守るための歌を歌いたい」と語っている。

## リリース
アルバムはBlu-ray Disc付き初回限定盤（PCCG-01417）、DVD付き初回限定盤（PCCG-01418）と通常盤（PCCG-01419）の3種リリースで、初回限定盤にはアルバムのリード曲「新世界システム」のミュージック・ビデオおよび同ビデオのメーキング映像のほか、収録曲に含まれたシングル4曲のミュージック・ビデオのメーキング映像を収録したディスクが同梱されている。さらにこのディスクには、隠しトラックとして「みるく定食」のミュージック・ビデオも含まれている。
またアルバム制作自体のキーの1つになっているジャケットは、アルバムタイトルが『Couleur』（フランス語で色）でありながらモノクロで、日笠の中にある不安や焦りを表現するため、毒々しくも美しい多肉植物などの花が使われている。

## ライブツアー
2014年5月17日に開催された「Glamorous Live:Special Edition」フィルムコンサートで、同年9月3日のファーストオリジナルアルバムのリリースと10月4日に日比谷野外大音楽堂（東京都）、10月25日にオリックス劇場（大阪府）でのライブツアー開催が発表された。その後、11月16日にZepp Tokyoでの追加公演が決定し、日笠陽子2014ライブツアー「Le Tour de Couleur」（ル・ツール・ド・クルール）というタイトルが発表された。
ライブツアー初日は、アンコール2曲・ダブルアンコール2曲を含む全21曲と初ワンマンライブと同じく笑いの絶えないトークによるステージになった。
2015年3月18日にライブツアーの模様を収録したBlu-ray（PCXP-50280）とDVD（PCBP-52317）が、ポニーキャニオンから発売された。どちらもディスクは2枚組で、1枚目には10月4日に行われた日比谷野外大音楽堂での全演目、2枚目には11月16日に行われたZepp Tokyoでのダイジェスト映像とライブツアーのリハーサルや舞台裏映像が収録されている。

## 収録曲
1. 「新世界システム」 – 4:17[1]
作詞・作曲：CHI-MEY、編曲：大久保友裕
アルバムのリード曲。CHI-MEYは、日笠が出演したテレビアニメ『妖狐×僕SS』のキャラクターソングの作曲を手掛けていた[6]。
2. 「ENVY DICE」 – 3:30
作詞・作曲：渡辺翔、編曲：渡辺和紀
前作『Glamorous Songs』の「BALLOON」も手掛けた2人による楽曲。
3. 「Brighter day」 – 4:08
作詞：KAORU、作曲・編曲：HearTribe
アップリフティングな曲[12]。KAORUは、本曲が初めての歌詞提供となった[14]。
4. 「Crazy you」 – 4:51
作詞：YADAKO(Myu)、作曲・編曲：Masse(Myu)
アルバム制作当初は11曲構成の予定だったが、Myuが作った本曲と10.「Pollution」に出会ったことから13曲構成になった[8]。
5. 「美しき残酷な世界」 – 4:53
作詞：マイクスギヤマ、作曲：石塚玲依、編曲：根岸貴幸
1stシングルで、テレビアニメ『進撃の巨人』のエンディングテーマ。
6. 「憂冥」 – 4:01
作詞・作曲：HISASHI(GLAY)、編曲：小森茂生
官能的な詩と、疾走感とパワーあふれるHISASHI独特のメロディラインを合わせもつ楽曲[15]。HISASHIの参加は、日笠が出演したテレビアニメ『けいおん!』の音楽プロデューサー・小森茂生が、かつてGLAYのサポートメンバーでアルバム制作時期にHISASHIと連絡を取り合っていたことがきっかけとなった[8]。
7. 「風と散り、空に舞い」 – 3:59
作詞：こだまさおり、作曲・編曲：藤井雄大
PS Vitaゲーム『百華夜光』の主題歌で、新曲の中で唯一のタイアップ曲。
8. 「終わらない詩」 – 4:41
作詞：yamazo・稲葉エミ、作曲・編曲：yamazo
2ndシングルで、アニメーション映画『ハル』の主題歌。
9. 「EX:FUTURIZE」 – 4:25
作詞：hotaru、作曲：奥井康介、編曲：中山真斗
4thシングルで、テレビアニメ『Z/X IGNITION』のオープニングテーマ。
10. 「Pollution」 – 4:03
作詞：YADAKO(Myu)、作曲・編曲：Masse(Myu)
Myuは、前作『Glamorous Songs』の「めざまし時計」も手掛けている。
11. 「Sleepy Hungry Minds」 – 4:07
作詞：Nadia、作曲：前澤寛之、編曲：中山真斗
高速モータウンビートのパーティーチューンで、コールアンドレスポンスもある曲[16]。
12. 「Seek Diamonds」 – 4:55
作詞：大森祥子、作曲・編曲：中山真斗
3rdシングルで、テレビアニメ『ダイヤのA』のエンディングテーマ。
13. 「FLOWERS」 – 3:43[1]
作詞・作曲：CHI-MEY、編曲：大久保友裕
アルバムのジャケットをテーマに書かれた曲[9]。

BD/DVD（初回限定盤のみ）
1. 新世界システム (Music Video)
2. 美しき残酷な世界 (YOKO HIKASA MAKING CLIP)
3. 終わらない詩 (YOKO HIKASA MAKING CLIP)
4. Seek Diamonds (YOKO HIKASA MAKING CLIP)
5. EX:FUTURIZE (YOKO HIKASA MAKING CLIP)
6. Couleur (YOKO HIKASA MAKING CLIP)

## みるく定食
「みるく定食」は、本作『Couleur』の初回限定盤のみに同梱されているディスク(BD/DVD)の隠しトラックとして存在するミュージック・ビデオ。日笠陽子の楽曲であり、日笠自身が初めて作詞を手掛け、yamazoが作曲を手掛けたアコースティックな曲。
2014年5月17日に開催された「Glamorous Live:Special Edition」フィルムコンサートにおいて、アルバムのタイトルがまだ決まっていなかったためタイトルを四字熟語にしようかとの話の中で、会場の客からの「焼肉定食」という言葉を日笠が「みるく定食」と聞き間違えたエピソードから生まれた。
そして、日笠が冗談半分でみるく定食を食べたいと発言したのをきっかけにレストランチェーンのキッチンジローとのコラボが決まり、『Couleur』発売日の9月3日から10月4日までの限定メニューとして「ホタテみるくコロッケ定食」が実際に登場した。
その後CD化の要望が多くあったため、10月25日に行われたライブツアー「Le Tour de Couleur」のオリックス劇場の公演からライブの追加グッズとして「みるく定食」のCD（BRCG-00029）が販売された。

## チャート
| チャート（2014年）               | 最高位 |
| -------------------------------- | ------ |
| オリコン週間                     | 13     |
| Billboard Japan Top Albums Sales | 11     |